# Chapelle Saint-Roch de Montbonnet
Pour les articles homonymes, voir Chapelle Saint-Roch.
La chapelle Saint-Roch de Montbonnet est une chapelle située en France sur la commune de Bains, dans la région Auvergne-Rhône-Alpes.

## Localisation
La chapelle est située dans le département français de la Haute-Loire, sur la commune de Bains, dans l'ancienne région administrative d'Auvergne.

## Historique
Mentionnée pour la première fois dans un document de l'Hôtel-Dieu daté de 1213, puis dans une archive des Templiers en 1217, la chapelle Saint-Roch est intimement liée à l'histoire locale des chemins de pèlerinage jacquaires, agissant en tant que chapelle d'étape du Velay. À partir de 1321, elle est dédiée à saint Roch en commémoration de son passage à Montbonnet lors de son retour de Rome. Au cours du XIVe siècle, la chapelle aurait probablement été incendiée par des pillards, mais elle fut restaurée au XVe siècle,.

## Description
L'édifice a préservé sa structure d'origine avec une porte en tiers-point, conforme à la tradition architecturale des Templiers, et ses fenêtres à ébrasements romans qui subsistent au nord ainsi qu'au chevet de l'abside, où la fenêtre du chevet primitif a probablement été déplacée vers le chevet actuel au XVe siècle. Des boiseries entourent le chœur depuis les travaux réalisés en 1935.
Le chœur, voûté d’ogive, possède un chevet plat avec en clé les armes des Montlaur .

## Protection
La chapelle Saint-Roch-de-Montbonnet est classée au titre des monuments historiques par arrêté du 3 mars 1969.